# Oakbrook (Kentucky)
Oakbrook es un lugar designado por el censo ubicado en el condado de Boone en el estado estadounidense de Kentucky. En el Censo de 2010 tenía una población de 9036 habitantes y una densidad poblacional de 1.096,08 personas por km².

## Geografía
Oakbrook se encuentra ubicado en las coordenadas 38°59′48″N 84°40′50″O / 38.99667, -84.68056. Según la Oficina del Censo de los Estados Unidos, Oakbrook tiene una superficie total de 8.24 km², de la cual 8.23 km² corresponden a tierra firme y (0.13%) 0.01 km² es agua.

## Demografía
Según el censo de 2010, había 9036 personas residiendo en Oakbrook. La densidad de población era de 1.096,08 hab./km². De los 9036 habitantes, Oakbrook estaba compuesto por el 93.43% blancos, el 1.98% eran afroamericanos, el 0.11% eran amerindios, el 2.25% eran asiáticos, el 0.03% eran isleños del Pacífico, el 0.63% eran de otras razas y el 1.57% pertenecían a dos o más razas. Del total de la población el 2.04% eran hispanos o latinos de cualquier raza.